# Constitutio Romana
Die Constitutio Romana (auch Constitutio Lothari) war ein Vertrag hinsichtlich des Ablaufs der Papstwahl, welcher am 11. November 824 zwischen dem römisch-fränkischen Kaiser Lothar I. (795–855) und Papst Eugen II. (824–827) geschlossen wurde. Das Abkommen bestimmte insbesondere, dass der Papst von Klerus und Volk von Rom gewählt werden und in Anwesenheit kaiserlicher Boten geweiht werden sollte, nachdem der Elekt gegenüber dem Kaiser ein Treuegelöbnis abgelegt hatte.

## Historischer Hintergrund
Bereits 781 setzte Karl der Große seinen jüngsten Sohn Ludwig (den Frommen) zum Vizekönig in Aquitanien ein und krönte ihn nach dem Tod der beiden älteren Söhne ohne Segen des Papstes zum Mitkaiser. Mit der Ordinatio imperii von 815 hatte Ludwig der Fromme (778–840) seinen Sohn Lothar zum Mitkönig eingesetzt. 816 ließ sich Ludwig in Reims von Papst Stephan IV. (816–817) ein zweites Mal krönen und erließ 817 eine Reichserbordnung, die seinem Sohn, dem späteren Lothar I., als römisch-fränkischem Kaiser die Gesamtherrschaft über Aquitanien und Bayern sicherte.
Kurz nach der päpstlichen Kaiserkrönung Lothars I. verstarb Papst Paschalis I. im Jahr 824; Papst Eugen II. wurde sein Nachfolger. Lothar I. und sein Vertrauter Wala von Corbie entwarfen die Constitutio. Die Neuregelung verstärkte die kaiserliche Kontrolle über die Papstwahl und sollte den Einfluss des lokalen Adels zurückdrängen. Mit dem Treueeid auf den Kaiser sollte die römische Kirche stärker in das fränkische Reich integriert werden.

## Inhalt
Die Constitutio Romana umfasste insgesamt neun Artikel; festgelegt wurde unter anderem:
- Alle unter dem Schutz des Papstes oder Kaisers stehenden Personen galten als unantastbar, sie waren nur gegenüber dem Kaiser und Papst zum Gehorsam verpflichtet und wurden aufgefordert, das Eigentum des Papstes, nach dessen Tod, nicht zu plündern.
- Es sollten zwei kaiserliche Kommissare ernannt werden, diese sollten die Aufsicht über die Kirchenverwaltung wahrnehmen und die Abläufe zur Papstwahl festlegen.
- Diebstahl, Raub und Gewalt gegen den Papst und seine Beamten wurden unter schwere Strafe gestellt.
- Die Papstwahl sollte durch Klerus und Volk von Rom auf Vorschlag von Volk und Senat erfolgen.
- Der päpstliche Elekt sollte dem Kaiser in Anwesenheit eines Vertreters desselben (missus) einen Treueeid schwören.
- Erst anschließend sollte die Weihe zum Bischof von Rom erfolgen.

## Nachleben, Überlieferung und Edition
Die Bestimmungen der Constitutio Romana wurden später von Otto I. und Heinrich II. im Ottonianum bzw. Heinricianum bestätigt.
Die editio princeps erfolgte  durch Carlo Sigonio im Jahr 1574; mehrere spätere Ausgaben gehen auf diesen Druck zurück. Eine kritische Edition legte Alfred Boretius 1883 im ersten Band der Capitularia regum Francorum der Monumenta Germaniae Historica vor.
Boretius stützte sich auf drei vollständige oder weitgehend vollständige Textzeugen. Es handelt sich um Biblioteca Chigiana, Chigi F.IV.75, Cava, Klosterbibliothek, Ms. Cavensis 4 sowie Wolfenbüttel, Herzog August Bibliothek, Blankenburg 130.52.
Neben dieser Überlieferung wurde die Constitutio auch in kanonistischen Sammlungen verwendet, unter anderem im Liber Papiensis (in Auszügen) und in der Collectio canonum des Kardinals Deusdedit (vollständig, aber mit Abweichungen).

## Edition
- Constitutio Romana, ed. Alfred Boretius (MGH Capit. 1, 322–324) (Digitalisat)